# 工程驗證測試階段
工程驗證測試階段（engineering verification test）簡稱EVT，是電子業常用的名詞，是產品開發的一個階段，指在產品開發過程中，已可以針對第一批工程樣機進行驗證測試，目的是要確認其基本單元符合設計目的及規格。
驗證（Verification）和確認（validation）不同。驗證（Verification）的目的是確保設計符合需求以及規格，而確認（validation）是確保所製作的產品符合使用者的需求及目標。 
工程驗證測試階段製程的樣機是為了工程測試而使用，這類樣機會稱為工程樣機（Engineering prototype），簡稱EP，有些公司也會用EP來表示此一階段。

## 目的
工程驗證測試的目的是在找出設計問題，並且設法在產品設計的初期就解決，這是讓專案在時限及預算內完成的關鍵。常常產品設計及性能問題會到設計開發末期才能解決，這往往會影響專案的時程或是成本。而一般而言，問題越晚修正，需花的代價越大。

## 測試項目
一般包括以下測試項目：
- 功能測試（基本）。
- 功率量測
- 信號品質測試
- 符合性測試（Conformance test）
- EMI預掃描
- 溫昇測試，電壓及溫度四個象限變化測試（4 corner test）
- 基本的參數量測，規格驗證

## 原型階段
工程師會在原型階段製作接下來計劃生產的產品。會對原型樣品進行工程驗證測試（EVT），驗證設計符合事先定義的規格以及設計目標。這個資訊相當寶貴，可以確認設計符合需求，或是找到設計需調整的部份。

## 設計驗證測試
設計驗證測試（Design Verification Test）簡稱DVT，是詳細的測試計劃，是要產出有目標，全面性的測試，驗證所有產品規格、介面標準、代工生产（OEM）需求以及診斷指令等。設計驗證測試會包括以下的方面：
- 功能測試（包括可用性）
- 性能測試
- 耐候測試
- 可靠度測試
- 環境測試
- 機械性測試
- 平均故障間隔（MTBF）預測
- 符合性測試（Conformance test）
- 电磁兼容性（EMC）測試以及認證
- 安規認證

## 設計優化
在原形階段後，會用迭代設計的方式進行設計優化。在符合性能及設計需求、規格的條件下，重新審視設計並且改善。